# Львівський міський рейковий автобус

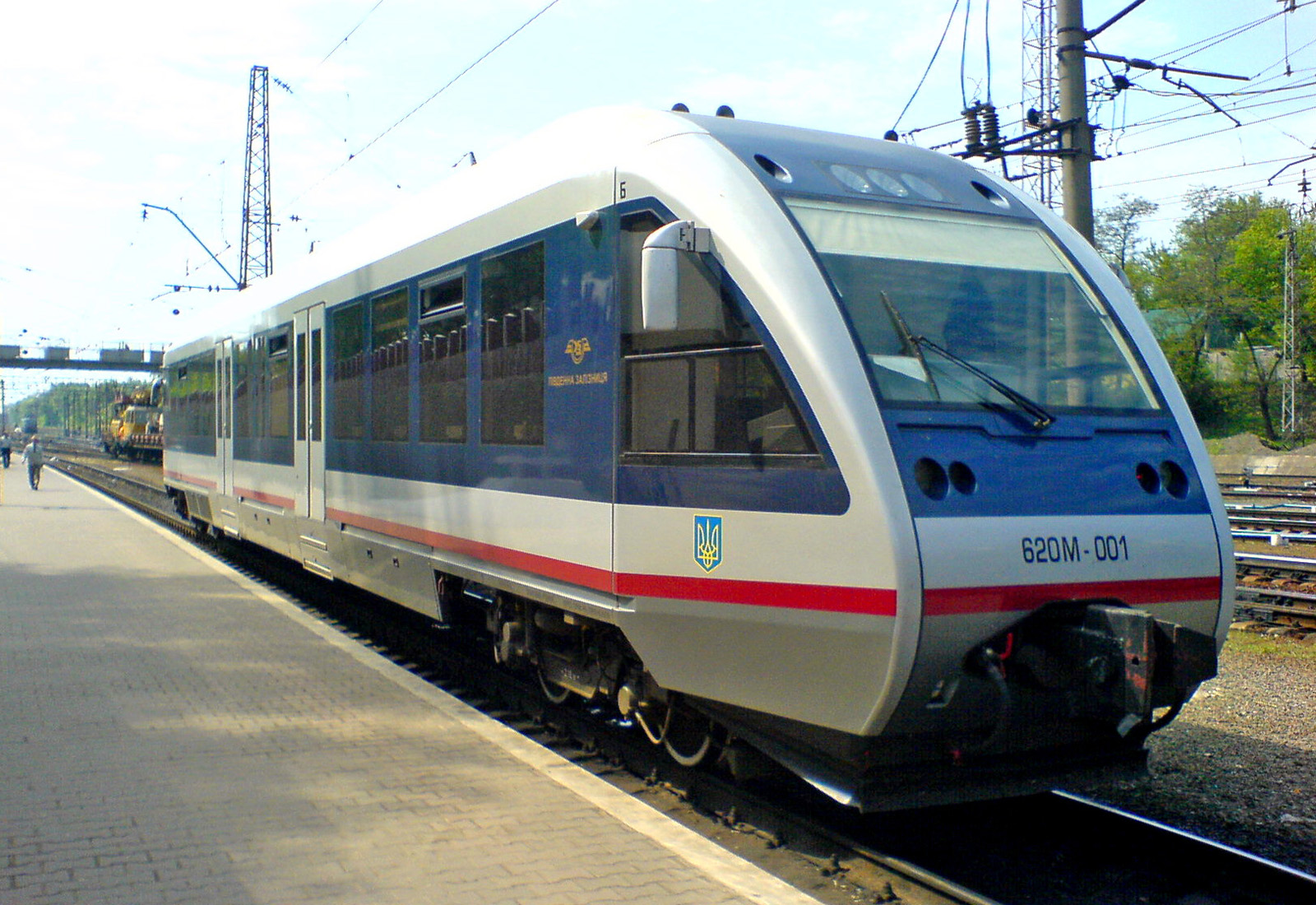
Рейковий автобус Pesa 620M

Льві́вський міськи́й ре́йковий авто́бус (поїзд № 852) — лінія рейкового автобуса у Львові, що сполучала Сихівський масив, головний залізничний вокзал і мікрорайон Підзамче; перший міський рейковий автобус в Україні, відкритий 1 грудня 2009 року за участю прем'єр-міністра України Юлії Тимошенко. Закритий після шести місяців роботи через нерентабельність.

## Історія
Рейковий автобус у Львові було впроваджено для швидшого і комфортнішого сполучення головного спального району міста, центрального залізничного вокзалу та однієї з найбільших у Львові промзон і розвантаження вуличного громадського транспорту у цих напрямках. Маршрут обслуговувався одиничним вагоном-автомотрисою PESA 620M-004 польського виробництва. Вагон такого типу розрахований на 90 сидячих місць. Вартість проїзду, яка оплачувалася безпосередньо в автобусі, становила 1 гривню 50 копійок. Для порівняння, згідно з приміськими тарифами вартість становила би 4 гривні 50 копійок. Тому рейковий автобус міг по праву називатись соціальним та доступним видом транспорту. Існували також різні комбінації абонементних квитків. Шлях від Сихова до Підзамча рейковий автобус долав за 45-48 хвилин. Рейковий автобус курсував щоденно, здійснюючи по 7 рейсів в обох напрямках. Початок роботи о 05:50; обідня перерва з 14:27 до 16:37; кінець роботи о 22:21. Проте зважаючи на малий попит та прибутки, які не покривали збитків (такий висновок зробила Львівська залізниця), керівництво залізниці вирішило скасувати деякі непопулярні рейси. Тож з 10 квітня 2010 року обідня перерва була з 11:29 до 16:37, а кінець роботи о 21:35.
На своєму шляху рейковий автобус здійснював такі зупинки: Сихів — Зубрівська — Персенківка — Княгині Ольги — Коновальця — Городоцька — Львів-Головний (залізничний вокзал) — Гната Хоткевича — Підзамче.
Планувалося відкриття другої черги рейкового автобуса, яка мала з'єднати головний вокзал і Рясна.
Упродовж півроку ним скористалось 67 903 пасажири, що становить 84 879 гривень виручки. Натомість витрати на експлуатацію склали 1 256 000 гривень. Таким чином збитки Львівської залізниці через курсування рейкового автобуса склали 1 181 000 гривень. 15 червня 2010 року рейковий автобус скасували.

## Розклад руху (2010 р.)
Одразу після відкриття рейкового автобуса, він курсував за таким розкладом:
- Станція «Підзамче» → Залізничний вокзал «Львів-Головний» → Станція «Сихів»

| Підзамче | Гната Хоткевича | Львів-Головний | Городоцька  | Коновальця  | Княгині Ольги | Персенківка | Зубрівська  | Сихів |
| -------- | --------------- | -------------- | ----------- | ----------- | ------------- | ----------- | ----------- | ----- |
|          |                 | 05:50          | 05:55 05:58 | 06:00 06:02 | 06:04 06:06   | 06:08 06:10 | 06:15 06:17 | 06:19 |
| 07:46    | 07:48 07:50     | 08:02 08:10    | 08:15 08:17 | 08:20 08:22 | 08:24 08:26   | 08:29 08:31 | 08:35 08:37 | 08:39 |
| 09:51    | 09:55 09:57     | 10:07 10:10    | 10:15 10:17 | 10:20 10:22 | 10:24 10:26   | 10:29 10:31 | 10:35 10:37 | 10:39 |
| 12:02    | 12:04 12:06     | 12:16 12:23    | 12:28 12:30 | 12:33 12:35 | 12:37 12:39   | 12:42 12:48 | 12:52 12:54 | 12:56 |
| 14:14    | 14:16 14:18     | 14:27          |             |             |               |             |             |       |
| 17:12    | 17:14 17:16     | 17:28 17:33    | 17:38 17:40 | 17:43 17:45 | 17:47 17:49   | 17:51 17:53 | 17:56 17:58 | 18:00 |
| 19:33    | 19:35 19:37     | 19:49 19:55    | 20:00 20:02 | 20:05 20:07 | 20:09 20:11   | 20:14 20:17 | 20:21 20:23 | 20:25 |
| 22:05    | 22:07 22:09     | 22:21          |             |             |               |             |             |       |

- Станція «Сихів» → Залізничний вокзал «Львів-Головний» → Станція «Підзамче»

| Сихів | Зубрівська  | Персенківка | Княгині Ольги | Коновальця  | Городоцька  | Львів-Головний | Гната Хоткевича | Підзамче |
| ----- | ----------- | ----------- | ------------- | ----------- | ----------- | -------------- | --------------- | -------- |
| 06:41 | 06:43 06:45 | 06:49 06:51 | 06:54 06:56   | 06:58 07:00 | 07:03 07:05 | 07:10 07:13    | 07:23 07:25     | 07:28    |
| 08:52 | 08:54 08:56 | 09:00 09:02 | 09:05 09:07   | 09:09 09:11 | 09:14 09:16 | 09:21 09:23    | 09:33 09:35     | 09:40    |
| 11:00 | 11:02 11:04 | 11:08 11:10 | 11:13 11:15   | 11:17 11:19 | 11:22 11:24 | 11:29 11:31    | 11:40 11:42     | 11:46    |
| 13:16 | 13:18 13:20 | 13:23 13:26 | 13:29 13:31   | 13:33 13:35 | 13:38 13:40 | 13:45 13:48    | 13:57 13:59     | 14:02    |
|       |             |             |               |             |             | 16:37          | 16:46 16:48     | 16:52    |
| 18:16 | 18:18 18:20 | 18:24 18:26 | 18:29 18:31   | 18:33 18:35 | 18:38 18:40 | 18:47 18:50    | 18:59 19:01     | 19:03    |
| 21:08 | 21:10 21:12 | 21:16 21:18 | 21:21 21:23   | 21:25 21:27 | 21:30 21:30 | 21:35 21:39    | 21:48 21:50     | 21:55    |

- Тривалість стоянки на кожній проміжній зупинці становила 2 (дві) хвилини. На головному залізничному вокзалі в середньому 5 (п'ять) хвилин. На кінцевих станціях (Сихів, Підзамче) — в середньому 20 (двадцять) хвилин. Закреслене — це рейси, які були скасовані з 10 квітня 2010 року.